# Anthrax hyalinipennis
Anthrax hyalinipennis är en tvåvingeart som först beskrevs av Blanchard 1852.  Anthrax hyalinipennis ingår i släktet Anthrax och familjen svävflugor. Inga underarter finns listade i Catalogue of Life.